# Anisocentropus usambarensis
Anisocentropus usambarensis är en nattsländeart som beskrevs av Georg Ulmer 1908. Anisocentropus usambarensis ingår i släktet Anisocentropus och familjen Calamoceratidae. Inga underarter finns listade i Catalogue of Life.